# جورج نش
جورج نش (انگلیسی: George Nash؛ زادهٔ ۲ اکتبر ۱۹۸۹) قایقران روئینگ اهل بریتانیا است.
وی در مسابقات کشوری و بین‌المللی در مجموع برندهٔ ۶ مدال طلا، ۱ مدال نقره، ۱ مدال برنز شده‌است.